# Disputa pelas Ilhas Curilas

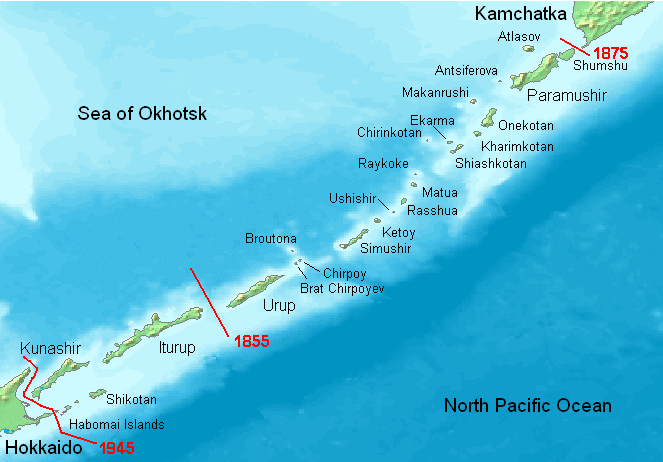
As Ilhas Curilas com a ilhas em disputa

A Disputa pelas Ilhas Curilas (em russo:  Спор о принадлежности Курильских островов), também conhecida como a  Disputa pelos Territórios do Norte (japonês: 北方領土問題, Hoppō Ryōdo Mondai) é uma disputa entre o Japão e a Rússia sobre a soberania do Sul das Ilhas Curilas. As ilhas em disputa, que foram ocupadas pelas forças soviéticas durante a Operação Tempestade de Agosto no final da Segunda Guerra Mundial, estão sob administração russa como Distrito das Curilas do Sul do Oblast de Sacalina (Сахалинская область, Sakhalinskaya oblast), mas são reivindicadas pelo Japão, que se refere a eles como os Territórios do Norte (北方領土, Hoppō Ryōdo) o Sul de Chishima (南千島, Minami Chishima), sendo parte da Subprefeitura de Nemuro da Prefeitura de Hokkaidō.
O Tratado de Paz de San Francisco entre as Forças Aliadas e o Japão a partir de 1951 estabelece que o Japão deveria desistir de todas as reivindicações para as ilhas Curilas, mas também não reconhece a soberania da União Soviética sobre as ilhas Curilas.A URSS não assinou o Tratado de Paz de San Francisco.  Além disso, o Japão atualmente afirma que pelo menos algumas das ilhas em disputa não são uma parte das Ilhas Curilas, e, portanto, não estão cobertas pelo tratado. A Rússia sustenta que a soberania da União Soviética sobre as ilhas foi reconhecida nos acordos seguintes ao fim da Segunda Guerra Mundial.  No entanto, o Japão contesta essa afirmação.
O Parlamento Europeu, em uma resolução intitulada "Relações entre a UE, a China e Taiwan e a Segurança no Extremo Oriente", adotada em 7 de julho de 2005, instou a Rússia a devolver ao Japão as Ilhas "ocupadas" da Curilas do Sul.